# Microdon violaceus
Microdon violaceus är en tvåvingeart som först beskrevs av Macquart 1842.  Microdon violaceus ingår i släktet myrblomflugor, och familjen blomflugor. Inga underarter finns listade i Catalogue of Life.